# 1954-es labdarúgó-világbajnokság (1. csoport)
Az 1954-es labdarúgó-világbajnokság 1. csoportjának mérkőzéseit június 16. és június 19. között játszották. A csoportban Brazília, Franciaország, Jugoszlávia és Mexikó szerepelt.
Minden csapat két-két mérkőzést játszott, amolyan csonka lebonyolítási rendszerben. Pontegyenlőség esetén a második és a harmadik helyezett játszott még egyszer egymás ellen. Ha az első és a második helyezett között alakult ki pontegyenlőség, akkor sorsolással döntötték el a csoportelsőség kérdését. A csoportból Brazília és Jugoszlávia jutott tovább az első két helyen. A mérkőzéseken összesen 13 gól esett. 

## Végeredmény
| Csapat        | Pont | Mérk | Gy | D | V | G+ | G- | +/- |
| ------------- | ---- | ---- | -- | - | - | -- | -- | --- |
| Brazília      | 3    | 2    | 1  | 1 | 0 | 6  | 1  | +5  |
| Jugoszlávia   | 3    | 2    | 1  | 1 | 0 | 2  | 1  | +1  |
| Franciaország | 2    | 2    | 1  | 0 | 1 | 3  | 3  | 0   |
| Mexikó        | 0    | 2    | 0  | 0 | 2 | 2  | 8  | -6  |

- (Brazília sorsolással lett csoportgyőztes)

## Mérkőzések

### Brazília – Mexikó
| 1954, június 16. 18: 00 (CET) |

| Brazília                                        | 5–0               | Mexikó |
| ----------------------------------------------- | ----------------- | ------ |
| Baltazar 23' Didi 29' Pinga 34' 43' Julinho 69' | (4–0) Jegyzőkönyv |        |

| Charmilles stadion, Genf Nézőszám: 13 000 Játékvezető: Raymon Wyssling (svájci) Asszisztensek: Ernest Schonholzer (svájci), José Vieira da Costa (portugál) |

| Brazília | Mexikó |

| GK                   | 1  | Castilho      |
| DF                   | 2  | Djalma Santos |
| DF                   | 3  | Nílton Santos |
| DF                   | 4  | Brandãozinho  |
| MF                   | 5  | Pinheiro      |
| MF                   | 6  | Bauer         |
| FW                   | 7  | Julinho       |
| FW                   | 8  | Didi          |
| FW                   | 9  | Baltazar      |
| FW                   | 10 | Pinga         |
| FW                   | 11 | Rodrigues     |
| Szövetségi kapitány: |    |               |
| Zezé Moreira         |    |               |

| GK                    | 12 | Salvador Mota      |
| DF                    | 2  | Narciso López      |
| DF                    | 3  | Jorge Romo         |
| DF                    | 14 | Juan Gómez         |
| MF                    | 5  | Raúl Cárdenas      |
| MF                    | 6  | Rafael Ávalos      |
| FW                    | 7  | Alfredo Torres     |
| FW                    | 8  | José Naranjo       |
| FW                    | 9  | José Luis Lamadrid |
| FW                    | 10 | Tomás Balcázar     |
| FW                    | 11 | Raúl Arellano      |
| Szövetségi kapitány:  |    |                    |
| Antonio López Herranz |    |                    |

### Franciaország – Jugoszlávia
| 1954, június 16. 18: 00 (CET) |

| Jugoszlávia     | 1–0               | Franciaország |
| --------------- | ----------------- | ------------- |
| Milutinović 15' | (1–0) Jegyzőkönyv |               |

| Stade Olympique, Lausanne Nézőszám: 16 000 Játékvezető: Mervyn Griffiths (walesi) Asszisztensek: René Baumberger (svájci), Manuel Asensi (spanyol) |

| Jugoszlávia | Franciaország |

| GK                   | 1  | Vladimir Beara    |
| DF                   | 2  | Branko Stanković  |
| DF                   | 3  | Tomislav Crnković |
| DF                   | 5  | Ivica Horvat      |
| MF                   | 4  | Zlatko Čajkovski  |
| MF                   | 6  | Vujadin Boškov    |
| FW                   | 18 | Miloš Milutinović |
| FW                   | 8  | Rajko Mitić       |
| FW                   | 9  | Bernard Vukas     |
| FW                   | 10 | Stjepan Bobek     |
| FW                   | 11 | Branko Zebec      |
| Szövetségi kapitány: |    |                   |
| Aleksandar Tirnanić  |    |                   |

| GK                   | 1  | François Remetter   |
| DF                   | 4  | Lazare Gianessi     |
| DF                   | 6  | Raymond Kaelbel     |
| DF                   | 10 | Robert Jonquet      |
| MF                   | 14 | Armand Penverne     |
| MF                   | 12 | Jean-Jacques Marcel |
| FW                   | 16 | René Dereuddre      |
| FW                   | 17 | Léon Glovacki       |
| FW                   | 18 | Raymond Kopa        |
| FW                   | 21 | André Strappe       |
| FW                   | 22 | Jean Vincent        |
| Szövetségi kapitány: |    |                     |
| Pierre Pibarot       |    |                     |

### Brazília – Jugoszlávia
| 1954, június 19. 17: 00 (CET) |

| Brazília | 1–1               | Jugoszlávia |
| -------- | ----------------- | ----------- |
| Didi 69' | (0–0) Jegyzőkönyv | Zebec 48'   |

| Stade Olympique, Lausanne Nézőszám: 23 000 Játékvezető: Charles Faultless (skót) Asszisztensek: Arthur Ellis (angol), Albert Von Gunter (svájci) |

| Brazília | Jugoszlávia |

| GK                   | 1  | Castilho      |
| DF                   | 2  | Djalma Santos |
| DF                   | 3  | Nílton Santos |
| DF                   | 4  | Brandãozinho  |
| MF                   | 5  | Pinheiro      |
| MF                   | 6  | Bauer         |
| FW                   | 7  | Julinho       |
| FW                   | 8  | Didi          |
| FW                   | 9  | Baltazar      |
| FW                   | 10 | Pinga         |
| FW                   | 11 | Rodrigues     |
| Szövetségi kapitány: |    |               |
| Zezé Moreira         |    |               |

| GK                   | 1  | Vladimir Beara    |
| DF                   | 2  | Branko Stanković  |
| DF                   | 3  | Tomislav Crnković |
| DF                   | 5  | Ivica Horvat      |
| MF                   | 4  | Zlatko Čajkovski  |
| MF                   | 6  | Vujadin Boškov    |
| FW                   | 18 | Miloš Milutinović |
| FW                   | 8  | Rajko Mitić       |
| FW                   | 11 | Branko Zebec      |
| FW                   | 9  | Bernard Vukas     |
| FW                   | 20 | Dionizije Dvornić |
| Szövetségi kapitány: |    |                   |
| Aleksandar Tirnanić  |    |                   |

### Franciaország – Mexikó
| 1954, június 19. 17: 10 (CET) |

| Franciaország                                        | 3–2               | Mexikó                    |
| ---------------------------------------------------- | ----------------- | ------------------------- |
| Vincent 19' Cárdenas 46' (öngól) Kopa 88' (11-esből) | (1–0) Jegyzőkönyv | Lamadrid 54' Balcazár 85' |

| Charmilles stadion, Genf Nézőszám: 20 000 Játékvezető: Manuel Asensi (spanyol) Asszisztensek: Laurent Franken (belga), René Baumberger (svájci) |

| Franciaország | Mexikó |

| GK                   | 1  | François Remetter        |
| DF                   | 4  | Lazare Gianessi          |
| DF                   | 6  | Raymond Kaelbel          |
| DF                   | 7  | Roger Marche             |
| MF                   | 12 | Jean-Jacques Marcel      |
| MF                   | 13 | Abde ál-Rahmane Mahdzsúb |
| FW                   | 15 | Abdálazíz Ben Tífúr      |
| FW                   | 16 | René Dereuddre           |
| FW                   | 18 | Raymond Kopa             |
| FW                   | 21 | André Strappe            |
| FW                   | 22 | Jean Vincent             |
| Szövetségi kapitány: |    |                          |
| Pierre Pibarot       |    |                          |

| GK                    | 1  | Antonio Carbajal   |
| DF                    | 2  | Narciso López      |
| DF                    | 3  | Jorge Romo         |
| DF                    | 4  | Saturnino Martínez |
| MF                    | 5  | Raúl Cárdenas      |
| MF                    | 6  | Rafael Ávalos      |
| FW                    | 7  | Alfredo Torres     |
| FW                    | 8  | José Naranjo       |
| FW                    | 9  | José Luis Lamadrid |
| FW                    | 10 | Tomás Balcázar     |
| FW                    | 11 | Raúl Arellano      |
| Szövetségi kapitány:  |    |                    |
| Antonio López Herranz |    |                    |